# Syracuse War Cemetery
Il Syracuse War Cemetery (Il cimitero di guerra di Siracusa), chiamato dai locali semplicemente "Cimitero inglese", è un cimitero di guerra britannico che si trova a Siracusa, in Via per Floridia 10, contrada Canalicchio, lungo la SS 124, nei pressi del Cimitero Comunale.

Esso raccoglie le salme dei soldati del Commonwealth caduti in battaglia durante la seconda guerra mondiale, in tutto il territorio della provincia.

## Storia
Il cimitero di Siracusa è uno dei tre cimiteri di guerra del Commonwealth presenti in Sicilia.
La sua ideazione e la scelta del luogo avvenne già nel 1943, durante la prima fase dello Sbarco in Sicilia, tuttavia, venne ufficialmente istituito, insieme ad altri 51 dislocati sull'intero suolo nazionale, nel 1953, a seguito dell'accordo stipulato a Roma il 27 agosto tra lo Stato italiano ed i seguenti stati: Gran Bretagna, Canada, Australia, Nuova Zelanda, Sudafrica, India e Pakistan. Fino a quel periodo, infatti, le salme erano state ospitate nel vicino cimitero comunale di Siracusa.
La cura e la manutenzione sono affidate alla Commonwealth War Graves Commission, commissione appositamente creata, nel 1917 ad opera dei Paesi che appartengono al Commonwealth, proprio con lo scopo di curare e mantenere i luoghi di sepoltura ed i monumenti di guerra dei Caduti panbritannici, siti in ogni parte del mondo.
Nel 1955 fu visitato da Winston Churchill e nel 1990 dal Principe Edoardo, Duca di Kent, in visita ufficiale nella città aretusea.

## Struttura

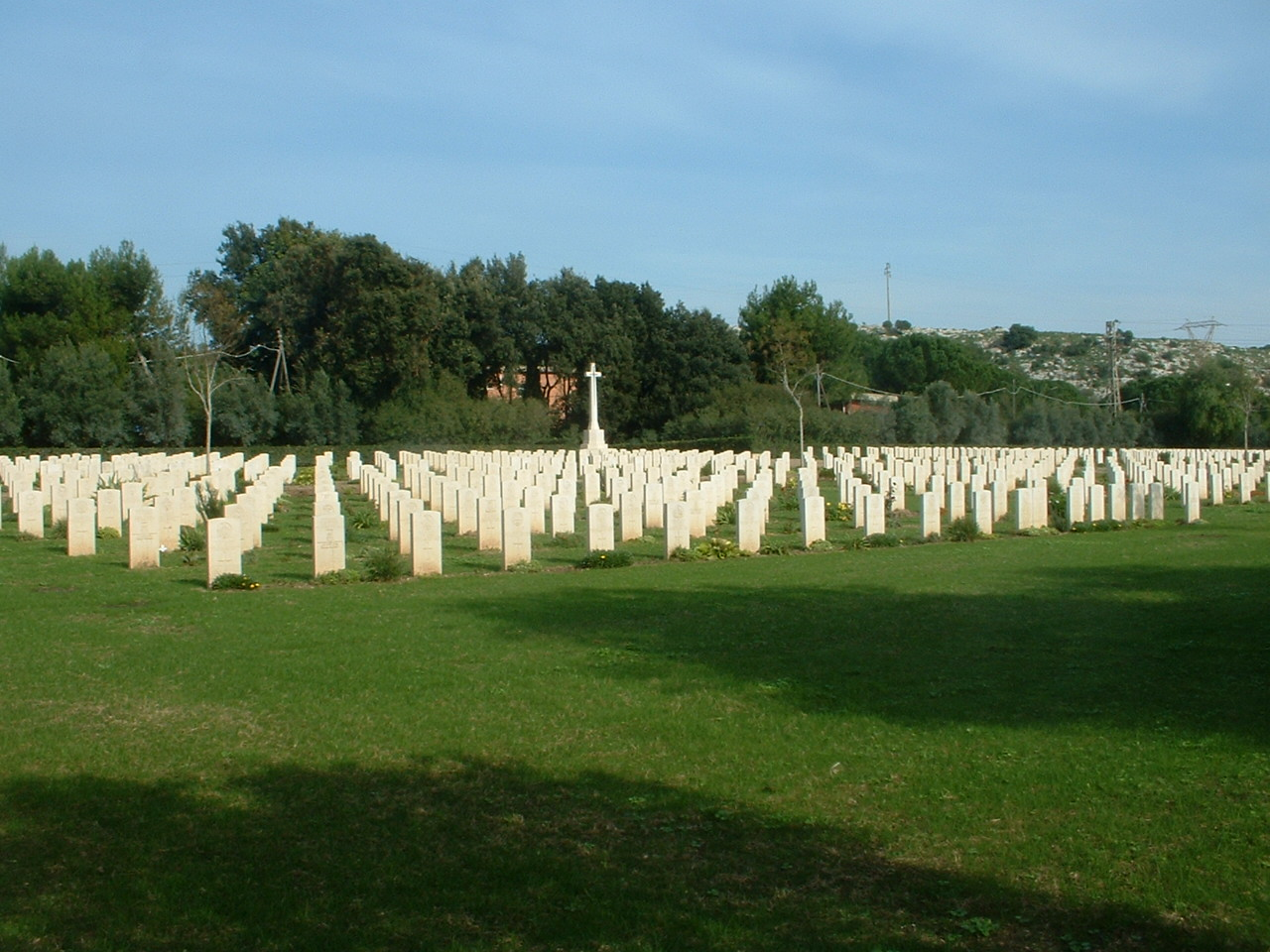
L'interno del cimitero con la grande croce marmorea sullo sfondo.

Il cimitero di Siracusa è suddiviso in due file parallele di quattro settori e sul fondo campeggia una grande croce latina di marmo bianco; al suo interno vi sono quattro monumenti, uno recante l'iscrizione "ritenuto di essere seppellito in questo cimitero" ed altri tre, che ricordano uomini sepolti, in origine in altri luoghi, ma le cui tombe non furono trovate e che portano incisa la frase "La loro gloria non sarà mai cancellata".
Le lapidi, poste verticalmente, secondo la tipologia dei cimiteri anglosassoni, presentano un numero romano, una lettera maiuscola ed un numero che indicano rispettivamente, il settore, la fila e la tomba, oltre al nome, la data di morte, l'età, il simbolo della religione professata, il distintivo del corpo di appartenenza ed il grado del soldato.

## Sepolture
Le sepolture sono 1.063, in massima parte di militari del secondo conflitto mondiale, soprattutto di caduti il 10 luglio 1943, quando ci fu lo sbarco in Sicilia. Molti soldati appartenevano alle truppe aviotrasportate e furono uccisi quando i venti deviarono i loro alianti o in mare o lontano dagli obiettivi. Tra gli altri caduti, ve n'è anche una di un caduto della prima guerra mondiale, le cui spoglie provengono dal cimitero inglese di Marsala e quella di un marinaio della Royal Navy catturato nelle acque di Malta e poi morto ad Augusta nel 1942. Oltre ai militari del Commonwealth (britannici, indiani, canadesi, neozelandesi e sudafricani) vi sono anche le salme di tre soldati greci, due olandesi e sei di nazionalità sconosciuta. Infine, sono sepolte anche le ceneri di alcune vedove di guerra inglesi, che avevano espressamente richiesto alla Commissione del Commonwealth per le sepolture di guerra di essere tumulate accanto ai mariti.
Distinta delle sepolture (per provenienza):
Gran Bretagna 985
Canada 4
Australia 5
Nuova Zelanda 1
Sudafrica 7
India 41
Territori sotto Alti Commissariati 11
Altri Alleati 3
Non identificati 6
Totale 1063

## Note

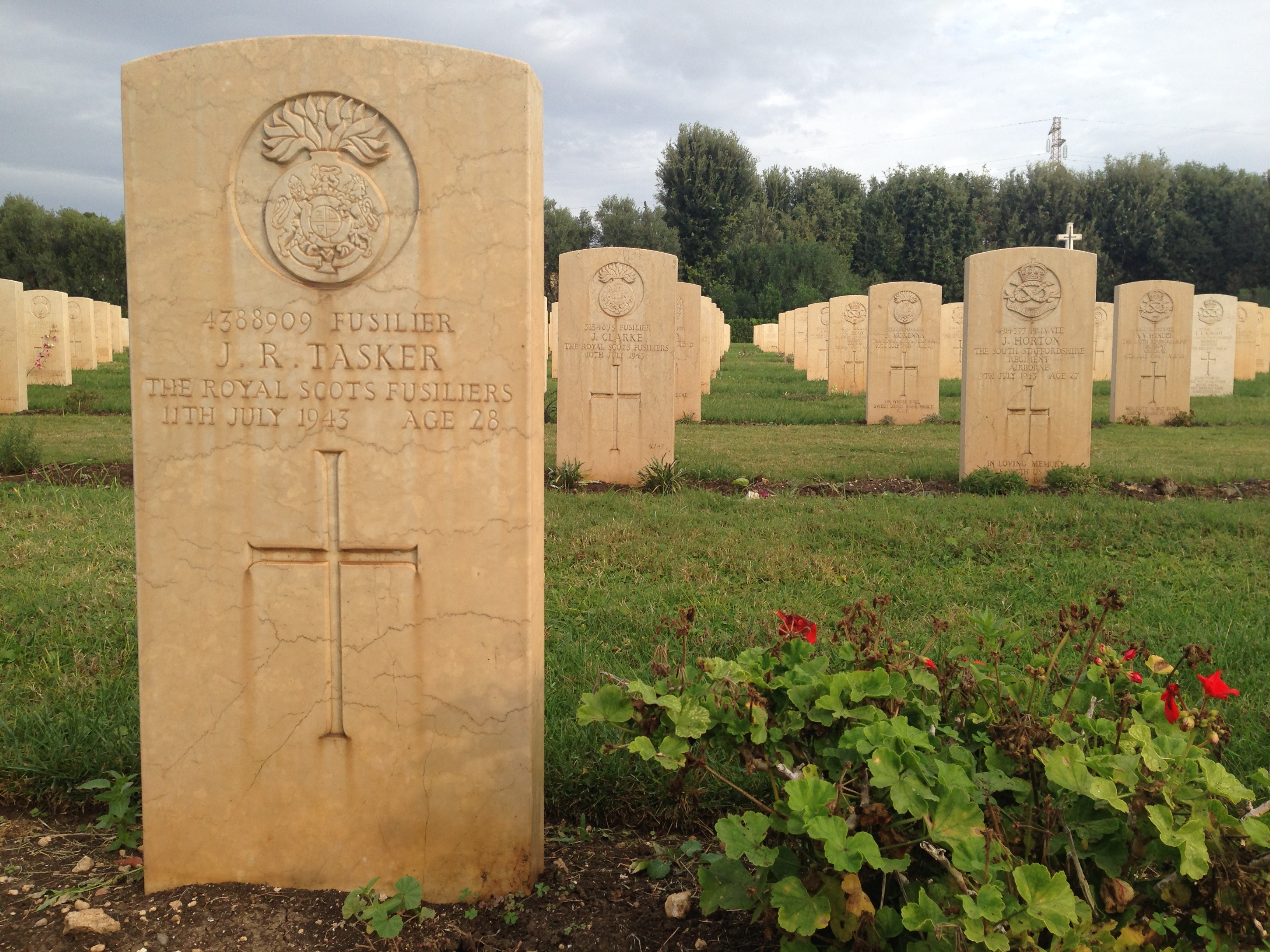
Particolare di una sepoltura